# Томас Пит
Томас Пит (на английски: Thomas Pitt) е британски предприемач, участвал активно в търговията с Индия.
През 1674 Томас Пит започва търговска дейност в индийския град Баласор без разрешение на монополната Британска източноиндийска компания. Под натиска на Компанията през 1683 той e арестуван, а през 1687 му е наложена глоба. През 1689 Томас Пит е избран в британския парламент, а през 1693 отново заминава за Азия. Не успявайки да прекрати дейността му, Източноиндийската компания го привлича на своя служба и през 1694 го назначава за губернатор на Мадрас, където остава до 1709.
Томас Пит става известен като Диамантения Пит, след като придобива един особено ценен диамант и го продава с голяма печалба на френския регент Филип Орлеански. Днес диамантът е известен като Регент и е изложен в Лувъра в Париж.
Пит е женен за англоиндийката Джейн Инис и е прадядо на известния политик Уилям Пит-старши.